# Мексиканці Омахи (Небраска)
Мексиканці Омахи - це мексиканці, які живуть в Омаху, штат Небраска, США та мають громадянство або родинні зв'язки з Мексикою. Вони роблять свій внесок в економічне, соціальне та культурне благополуччя міста вже більше століття. У період з 1990 по 1997 рік латиноамериканське населення Омаху збільшилося вдвічі. 

## Історія
На постійне місце проживання до Омаху мексиканці почали прибували в 1860 році.
1900 рік став початком першої великої хвилі імміграції мексиканців в США.  За даними Університету Небраски в 1900 році в місті проживало всього 5 мешканців мексиканського походження, а до 1910 року їх стало 29. У 1920 році в Омаху проживало 682 мексиканця; у 1923 році налічувалося близько 1000. У 1950 році населення мексиканців в окрузі Дуглас становило 450 осіб. Під час Великої депресії багато мексиканців втратили роботу і були змушені повернутися до Мексики, але близько 900 осіб все ж залишилися в Омаху. 

## Злочинність
У лютому 1915 року, під час виконання службових обов‘язків, загинув співробітник поліції. Колеги загиблого дійшли висновку, що вбивцею був мексиканець і тому почали затримувати кожного мексиканця, якого змогли знайти в місті. Основними підозрюваними були Хосе Гонсалес і Хуан Парраль. Гонсалес втік з міста, він згодом був вбитий поблизу Скрибнера, штат Небраска. Парраля затримали та засудили за інший злочин.  Відбувши кілька років у виправній колонії штату Небраска, Парраль був депортований до Мексики.
У 1930-х роках злочинність серед мексиканських американців була «вищою, ніж у будь-якого іншого класу  іммігрантів». 

## Спільноти
У перші десятиліття 1900-х років мексиканські родини облаштувалися в нетрях поруч із залізничним депо Чикаго, Берлінгтона та Квінсі. Значна частина спільноти проживала в районі Браун-Парк. На схід від річки Міссурі в Консіл-Блафс теж проживала велика спільнота. Найбільша концентрація мексиканців в Омаху зосереджувалася поблизу пакувальних цехів і скотарень.

## Робоча сила
Робота в сільському господарстві, пакувальних цехах  і залізницях приваблювала мексиканських робітників до Омахи. Незабаром після початку Першої світової війни пакувальні цехи та скотарні стали наймати мексиканців як штрейкбрехерів під час дефіциту робочої сили.

## Релігія
Римо-католицька церква була заснована в Омаху в 1919 році  і була «головною опорою іспаномовної громади в Омаху». Протягом 1960-х років як католицькі, так і протестантські громади заохочували мексиканців в Омаху «просуватися вперед, граючи активнішу роль у затвердженні своєї ідентичності та місця в суспільстві».
За даними римо-католицької архієпархії Омахи, 74 відсотки мексиканців є католиками. 

## Населення
На початку 1970-х років в Омаху налічувалося 6490 латиноамериканців, з них дві третини були вихідцями з Мексики. Дослідження 1978 року показало, що мексиканці в Омаху були задоволені своїм способом життя. У період з 1980 по 1990 роки латиноамериканське населення на Середньому Заході зросло на 35,2%. У 1990 році латиноамериканці становили 2,9% населення Омахи, більшість з яких були мексиканцями. З 1990 по 2005 рік латиноамериканське населення штату Небраска зросло вдвічі. 

## Культура
В Південному Омаху розташований музей латиноамериканського мистецтва та історії El Museo Latino.